# イーホル・コロモイスキー
イーホル・ヴァレリヨヴィチ・コロモイスキー（ウクライナ語: І́гор Вале́рійович Коломо́йський; ロシア語: Игорь Валерьевич Коломойский, Igor Valerevich Kolomoisky; ヘブライ語: איגור קולומויסקי; 1963年2月13日 - ）は、ウクライナの実業家、政治家。
2014年3月から2015年3月までドニプロペトロウシク州知事。2021年よりアメリカ合衆国国務省のブラックリストに掲載。
リナト・アフメトフ、ヴィクトル・ピンチュクらと並ぶウクライナ有数の富豪（オリガルヒ）の一人。
フォーブス誌の2019年版長者番付では世界第1941位にランク付けされた。2015年3月のエコノミスト誌によれば資産額は13億6千ドルである。プリヴァトグループの元共同所有者で、ウクライナのサッカーチームFCドニプロ（2019年に解散）の会長でもあった。
ウクライナの雑誌フォーカスマガジン（Focus magazine）の2019年の特集「もっとも影響力のあるウクライナ人100人」では3位に選ばれている。
政治界にも大きな影響力を持ち、特にウォロディミル・ゼレンスキー大統領とは深い関係にあるとされる。
2021年、アメリカ合衆国国務省はコロモイスキーとその家族を知事時代の不正蓄財容疑で入国禁止処分とし、コロモイスキーの活動によりウクライナの将来に深刻な脅威をもたらすと警告している。

## 経歴
ソヴィエト連邦ウクライナ・ソビエト社会主義共和国ドニプロペトロウシクで、ユダヤ人技術者の家庭に生まれる。1985年にドニプロペトロウシク冶金大学 (National Metallurgical Academy of Ukraine) を卒業。既婚者で2人の子供がいる。
プリヴァト銀行（およびプリヴァトグループ）の共同創立者で、1997年には取締役会会長に選出された。プリヴァトのグループ企業には合金鉄（フェロアロイ）製造業、金融業、石油製品製造、マスメディア、金属およびロシア・ルーマニアにおける石油産業なども含まれる。
ウクライナの法律では二重国籍が禁じられているが、コロモイスキーは、ウクライナ・イスラエル・キプロスの三重国籍をもつ。これについてコロモイスキーは「憲法では二重国籍が禁じられているが三重国籍は禁じられていない」と述べている。

### 氏名表記
日本語ではイーホル・コロモイシキー、イーゴリ・コロモイスキーなどの表記もある。英語でファーストネームはIgorまたはIhor、ファミリーネームはKolomoyskyi、Kolomoysky、Kolomoisky、Kolomoiskiy、Kolomoyskiyなどと表記される。
「ベーニャ（Беня）」というあだ名でも呼ばれるが、これはロシア人作家イサーク・バーベリの短編集『オデッサ物語』に登場するベーニャ・クリクに由来する。また「ボニファツィ」とも呼ばれるが、これはソ連時代のアニメ『ボニファツィの休暇（Каникулы Бонифация）』（1965年）の主人公であるサーカスライオンのボニファツィに由来する。

## 資産
プリヴァト銀行を通じてアエロスヴィート航空、ドニプロアヴィア、ドンバスアエロを、資産管理会社マンスヴェル・エンタープライズ社（Mansvell Enterprises Limited）を通じてスウェーデンの航空会社スカイウェイズ (Skyways (airline)) 、シティ・エアライン (City Airline) 、デンマークの航空会社キンバースターリング (Cimber Sterling) を管理した。ウクライナで8つのテレビチャンネルをもつ1+1メディアグループの株主でもある。
2007年フォーブス誌では世界第799位の富豪（資産額38億ドル。2010年キーウポストによれば資産額62億4300万ドル）と報じられた。2012年3月フォーブス誌では資産額30億ドルで377位であった。2010年のキーウポストではコロモイスキーはウクライナ第2位の富豪としたが、2012年フォーブス誌ではウクライナ3位の富豪である。なおコロモイスキーを上回ったのはリナト・アフメトフとヴィクトル・ピンチュクのみである。2015年3月、ウクライナの通貨フリヴニャが暴落したため、エコノミスト誌はコロモイスキーの資産額を13億6千ドルと報じた 。
2007年9月初旬、米実業家ロナルド・ローダーはコロモイスキーがセントラル・ヨーロピアン・メディア・エンタープライゼズ（Central European Media Enterprises）の株式3%を取得し同社の取締役に就任したと発表した。
2010年ごろからウクライナ当局がコロモイスキーの資産に目をつけだしたとの憶測が流れるようになった。コロモイスキーはスイスから企業グループをコントロールしていた。
2013年9月にロンドンで開かれた、アレクサドル・ジューコフが支配するJKX石油ガス会社（JKX Oil and Gas）に対するコロモイスキーの敵対的買収に関する裁判において
、マン判事はコロモイスキーを非難して「ウクライナで銃を突き付けて企業を乗っ取っているとの風評がある」と指摘し、同社の財務責任者も「コロモイスキー氏の誠実さを疑うのに十分な証拠がある」と考えていたと述べた。JKX石油ガス社はドミトロ・フィルタシュとも関連がある。
2014年のロシアによるクリミアの併合を受けて、クリミアにあったコロモイスキーの資産はクリミア共和国によって国有化された。クリミアの首長セルゲイ・アクショーノフによればこれは「彼（コロモイスキー）はロシア市民が殺害されているウクライナ東部での特別反テロ作戦（ATO）の主唱者かつ資金提供者の一人であることから、完全に正当化される」という。これに対しコロモイスキーはロシアを相手取って常設仲裁裁判所に訴えを起こしたが、ロシア側は仲裁裁判所には本件の管轄権がなく手続きには踏み込めないとしている。
コロモイスキーはイーホル・マゼーパおよびアンドレアス・ソフォクレウスともビジネスパートナーであった。これはラトビアの銀行ASプリヴァト銀行の株式をマゼーパはコンコルド・バミューダを通じて9.23％、ソフォクレウスも個人的に多数所有していたためであったが、2016年12月15日、ウクライナで20％のシェアをもつ同国最大の銀行、JSC CBプリヴァト銀行が、コロモイスキーとその友人たちが貸出金融資産の80％を所有していたことからウクライナ政府によって国有化され、その後ASプリヴァト銀行も、国有化こそ免れたがウクライナ政府が最大株主となったためコロモイスキーとマゼーパ・ソフォクレウスらとのパートナー関係も絶たれる形となった。
コロモイスキーはマゼーパの投資会社コンコルド・キャピタルConcorde Capitalの主要投資家でもある。

## ウクライナ政界
政治専門家らは、コロモイスキーをユーリヤ・ティモシェンコおよびユーリヤ・ティモシェンコ・ブロックの協力者とみなしていた。だがRIAノーボスチ（2010年1月）によると、コロモイスキーとティモシェンコの関係は「少し前から、おそらくは2010年のウクライナ大統領選への資金援助を彼が断ったために、悪化した」という。クロアチアの新聞紙 Nacionalが2007年9月に報じたところによると、コロモイスキーは当時のウクライナ大統領ヴィクトル・ユシチェンコとユシチェンコの選挙ブロック「我らのウクライナ」の支援に回ったという。2012年ウクライナ最高議会選挙の際には、コロモイスキーはビタリ・クリチコのウクライナ民主改革連合（UDAR）のメインスポンサーの一人とみなされていたが、UDAR側はこれを否定している。
コロモイスキーは1+1メディアグループ株の70％を保有し、同グループのテレビ局の一つ1+1ではウォロディミル・ゼレンスキーがウクライナ大統領役を演じたドラマ『国民の僕』が放送されていた。2019年3月31日、本当のウクライナ大統領選挙に出馬したゼレンスキーは第一回投票で首位に立ち、2位には前大統領ポロシェンコがつけ、ティモシェンコは3位となって決選投票に進めなかった。2019年4月21日、ゼレンスキーは決選投票でも勝利した。
ゼレンスキーは大統領就任後、経済への影響力が強すぎるとしてオリガルヒを弱体化させる法案を推進した。オリガルヒの政党への献金や大企業の民営化への参加を禁止するこの法案は2021年9月22日に可決され、コロモイスキーも同法の対象となる可能性があるとみられている。ただし、この法案は選挙キャンペーン時からのものであり、ヴィクトル・メドヴェドチュクのような敵対するオリガルヒをつぶすためのものだとされる。実際、メドヴェドチュクはウクライナ人制裁リストに入れられ、自宅軟禁された。また、ゼレンスキーはコロモイスキーに不利な検事総長や国立銀行総裁らを排除したとも指摘される。

### ドニプロペトロウシク州知事
2014年ウクライナでの親ロシア派騒乱の最中であった2014年3月2日、大統領代行のオレクサンドル・トゥルチノフはコロモイスキーをドニプロペトロウシク州知事に任命した。2日後、ロシア大統領ウラジーミル・プーチンはコロモイスキーを「稀代の詐欺師（уникальный проходимец）」と呼び、ドニプロペトロウシクの人々は彼の知事就任を喜んでいないだろうと述べた。プーチンによればロマン・アブラモヴィッチでさえコロモイスキーに騙されたという。プーチンは、コロモイスキーはアブラモヴィッチとの契約を破ったとして次のように述べた。「彼（コロモイスキー）は2-3年前に我らがロマン・アブラモヴィッチを騙すことに成功した。専門家風に言えば詐欺行為を行った。二人はある取引にサインし、アブラモヴィッチは数十億ドルを送金したが、あの男は約束を果たさずに金をポケットに入れた。私がアブラモヴィッチに「なんでこんなことをしたんだ？」と聞いたら彼は「こんなことはできるはずがないと思っていた」と言っていた」。アメリカのニュースサイトデイリー・ビーストが2014年6月中旬に報じたところによると、コロモイスキーは地元からは強く支持されていたといい、あるレストラン店主は「彼がヒトラーのようだったとしても、ここで戦争が起きないようにしてくれている限りは気にしない」と語っている。
2014年4月、コロモイスキーはロシア側が支援する武装勢力の捕獲に懸賞金を掛け、武器の引き渡しに対しても報奨金を出した。またドニプロ大隊（Dnipro Battalion）の創設に1000万ドルを費やしたとみられており、この他にアイダール大隊、アゾフ大隊、ドニプロ1、ドニプロ2、ドンバス志願兵大隊の各部隊にも資金提供したとみられている。
ロシアはインターポール（国際刑事警察機構）の国際指名手配リストにコロモイスキーを載せるよう要求している。2014年7月2日、ロシアの地方裁判所は本人欠席の裁判において、コロモイスキーを「市民の殺害を組織した」容疑で逮捕する許可を出した。
2015年3月、コロモイスキーの子分オレクサンドル・ラゾルコがウクライナの国営石油パイプライン管理会社ウクルトランスナフタ（UkrTransNafta）社の最高経営責任者を解任された後、コロモイスキーの私兵とされる男たちがウクルトランスナフタ本社を襲撃し、ウクライナ政府が任命した新任の最高経営責任者を追い出した。パイプライン管理の権限をもっていたラゾルコは、コロモイスキーの所有する石油精製会社に他社よりも優先的に石油を送っていた。コロモイスキーによれば、襲撃（コロモイスキーによる警備員の派遣）は会社を襲撃者から守るために行われたものであって「小規模政党（政権与党）の評価を向上させるための単なるPR活動」だとした。
2015年3月25日、ウクライナ大統領ペトロ・ポロシェンコはコロモイスキーを知事から解任した大統領令に署名し、「ドニプロペトロウシク地区はウクライナの東の砦であり続けなければならず、平和が守られなければならない」と述べた。コロモイスキーの後任にはヴァレンティン・レズニチェンコが指名された。

### ユダヤ人コミュニティ
コロモイスキーはウクライナのユダヤ人共同体（コミュニティ）の支援者としても著名であり、ウクライナ統一ユダヤ人共同体の会長でもある。2010年、コロモイスキーはユダヤ・コミュニティ欧州理事会（ECJC）の理事長に指名されたが、これは退任予定であった前理事長に1400万ドルの寄付を約束した後のことであったため、理事長就任は他のECJC理事から「クーデター」あるいは「ソ連式の乗っ取り」などと非難された。ECJC理事が抗議のため辞任したところ、コロモイスキーは仲間のウクライナ人富豪（オリガルヒ）ヴァディム・ラビノヴィチと共に理事会を去り、新たに欧州ユダヤ人連合（European Jewish Union）を立ち上げた。

### 分離主義との戦い
2014年2月22日、コロモイスキーはドニプロペトロウシクで分離主義が行われることはないと発言した。コロモイスキーはハルキウ市長ヘンナジー・ケルネスの「ウクライナ前線」議会を招集したことを茶番とし、政治家は真摯に現状をみつめ「ウクライナ憲法に照らして」自分の立ち位置を決めよと呼びかけた。
2014年4月17日、ドニプロペトロウシク州副知事のフィラトウは、コロモイスキーはロシアの破壊工作員を拘束すれば1人あたり1万ドル支払うと発言した。4月22日、ドニプロペトロウシク地区国防局副局長ミハイル・ルセンコは、コロモイスキーがロシア人工作員8人の拘束に対して1万ドル支払ったと述べた。
6月3日、ウクライナの法執行機関に対し、分離主義者のリーダー、オレグ・ツァリョフ（オレフ・ツァリョーフ、Oleg Tsaryov）の身柄拘束および送致に50万ドルの懸賞金をかけると告知した。

### スポーツ
コロモイスキーはサッカークラブFCドニプロのオーナー兼会長であった（1998年 - 2019年）。クラブの親会社はプリヴァトグループで、バスケットボールチームBCドニプロ（BC Dnipro）とアイスホッケーチームのブディヴェリニク・キーウ（Budivelnyk Kyiv）も同グループ傘下のスポーツチームである。

## 近年
ドニプロペトロウシク州知事退任後、コロモイスキーはアメリカ合衆国の査証を取得した。主にスイス国内に居住し、アメリカ合衆国に渡航することもあった。
2015年、ウクライナの富豪ヴィクトル・ピンチュクはコロモイスキーとヘンナジー・ボホリュボフを相手取り2004年の鉱山会社買収を巡ってロンドンの高等法院に訴えを起こした。訴状には殺人と賄賂に関する言及もあった。裁判が始まる直前の2016年1月、非公開協議の結果、法廷での審議を経ずに和解が成立した。
2016年1月、コロモイスキーはロシアに対し、2014年のロシアによるクリミア併合後クリミアで旅客向けの空港を運営する権利を奪われたとして常設仲裁裁判所に提訴した。
一方ロシアでは、組織的殺人と戦争で禁じられている手段を使用した疑いで、2016年1月コロモイスキーを刑事訴追した。
2016年、ウクライナの政党UKROPの党大会でコロモイスキーは同党党首に選出された。
2019年11月、ニューヨークタイムズはウクライナ西部の山岳地帯スビドベツ（Svydovets）での物議を醸すスキー場建設計画の背後にコロモイスキーが絡んでいると報じた。記事ではコロモイスキーを「我々の血を吸ってスイスで肥え太るヒル」とする地元大学教授の発言も紹介されている。

## プリヴァト銀行
2016年、コロモイスキーとそのビジネスパートナーであるゲンナジー・ボゴリュボフ（Gennadiy Bogolyubov）は、ウクライナ最大の銀行プリヴァト銀行から数十億ドルを騙し取ったとして詐欺の疑いで告訴された。ウクライナ政府は2016年に56億ドルの公的資金注入を行った後同行を国有化していた。プリヴァト銀行はロンドンの高等法院にコロモイスキーを相手取って訴訟を起こし、一時コロモイスキーの資産26億ドルが凍結された。だが2018年にロンドン高等法院は更なる措置を行う管轄権を高等法院は持っておらず、「プリヴァト銀行がロンドンで請求を起こそうとして本件を"捏造"した」と指摘した。
2016年12月15日のプリヴァト銀行国有化される前、創立者のコロモイスキーとボゴリュボフはそれぞれ同行株の49.154%と49.027%を保有しており、プリヴァト銀行はウクライナ市場の20％を占める同国最大の銀行であった。
2019年4月、ウクライナの裁判所はプリヴァト銀行の国有化は違法であるとの判決を下した。ウクライナの中央銀行は、国有化を覆すのは不可能であると述べ控訴する考えを示した。一方コロモイスキーは、銀行の支配権にはもう興味はないが、国有化に際して失った利益20億ドルを損害賠償請求したいと語った。

## 資金洗浄疑惑
2019年4月、米連邦捜査局（FBI）が金融犯罪容疑でコロモイスキーを捜査しているとの報道が流れた。容疑に関係するのはボゴリュボフ、クリヴィーリフのヴァディム・シャルマ（Vadim Shulman））、フロリダのモルデカイ・コーフ（Mordechai Korf、通称モッティ "Motti"・コーフ）らで、コロモイスキーがアメリカのウエストバージニアとオハイオ北部に保有する鉄鋼関係企業、およびガーナとオーストラリアに保有する鉱業権に関するものであるという。アメリカ検察が提出した書類には、コロモイスキーが支配するウクライナ最大の銀行プリヴァと銀行を利用してウクライナの預金者から膨大な額の預金を奪い、ペーパーカンパニーや海外の送金口座を利用してウクライナ国外へ送金し、さらに米国に送金（資金洗浄）した経緯が詳述されている。
2023年9月2日、ウクライナ保安庁（SBU）はコロモイスキーを資金洗浄や詐欺の罪で起訴したと明らかにした。SBUの発表によると、コロモイスキーは2013～2020年に、違法に獲得した5億フリブナ以上を、支配下の銀行を通じて国外に送るなどして資金洗浄した。同日、キーウの裁判所はコロモイスキーを2カ月間拘束することを認め、保釈金を5億1000万フリブナに設定した。

## 米国入国禁止措置
2021年4月、アメリカ合衆国はコロモイスキーとその妻、子供らに対し、コロモイスキーがドニプロペトロウシク州知事在任中に不正な蓄財をしたとして合衆国への入国を禁止する処分を下した。米国務長官アントニー・ブリンケンは次のように述べた
「今回の措置は彼の知事在任中の行動に基づくものだが、私は彼（コロモイスキー）が今現在行っている、ウクライナの民主的プロセスと制度を台無しにする行為についても、ウクライナの将来を深刻な脅威にさらすものとして懸念を表明しておきたい」